# 大班
大班是粤语口语词，最初用于描述19世纪到20世纪初中国大陸或香港的外国商人，现在一般指任何出身的企业高層。该词的字面意思是一流的，英语中的俚语词 big shot 与之相当。
在香港的英国统治时期，该词一般指香港的企业高層和企业家，特别是那些历史悠久的贸易公司如怡和洋行和太古集团中的负责人。 
英語中的“Tai-pan”一词的第一次使用记录是1834年10月28日的 Canton Register（《廣州紀錄報》）。历史上该英文单词的不同拼写方式包括taepan（首次出现）、typan以及taipan。萨默塞特·毛姆1922年的短篇小说《大班》和詹姆斯·克莱威尔1966年的小说《大班》出版后，该词在中国境外变得非常流行。在英語中“taipan”已经归化到英语中，通常不使用斜体或连字符。

## 知名大班
- 威廉·渣甸，怡和洋行創辦人
- 勞倫斯·嘉道理（英语：Lawrence Kadoorie, Baron Kadoorie）男爵
- 文禮信
- 馬世民，和黃大班
- 百德新

## 另見
- 買辦
- 大腕